# Gmach Muzeum Śląskiego w Katowicach (nieistniejący)
Gmach Muzeum Śląskiego w Katowicach – wzniesiony w latach 1936–1939 w Katowicach według projektu Karola Schayera modernistyczny budynek przeznaczony na potrzeby Muzeum Śląskiego. Zburzony w latach 1941–1944 zgodnie z zarządzeniem niemieckich władz okupacyjnych i nigdy nieodbudowany. W jego miejscu wybudowano gmach dawnej Okręgowej Rady Związków Zawodowych.
Budynek powstał dla istniejącego od 1929 Muzeum Śląskiego, które swe szybko rozrastające się zbiory wystawiało w zaimprowizowanych na ten cel salach w gmachu Sejmu Śląskiego. Twórcą projektu został młody awangardowy architekt zatrudniony w Śląskim Urzędzie Wojewódzkim. Stanął on wobec zadania wzniesienia nowoczesnej, wielkokubaturowej budowli i jednocześnie pomnika kultury polskiej na Śląsku. Projekt był gotowy w 1935, budowę rozpoczęto w 1936, w sierpniu 1939 finalizowano prace. Obiekt miał być otwarty dla zwiedzających wiosną 1940, co udaremniła II wojna światowa. W marcu 1940 władze hitlerowskie podjęły decyzję o całkowitym zniszczeniu gmachu. Rozbiórka została zakończona w 1944, z wyjątkiem niewielkiego skrzydła mieszkalnego.
Karol Schayer nadał budynkowi charakter funkcjonalistyczny. 7-piętrowy obiekt posiadał najnowsze rozwiązania techniczne, zarówno w aspekcie architektonicznym, budowlanym oraz jeśli idzie o elementy wystawiennicze.
Po wojnie nie podjęto próby odbudowy budynku. Na jego miejscu wzniesiono w latach 50. socrealistyczny biurowiec. Jednakże pierwszy gmach Muzeum Śląskiego pozostał w żywej pamięci społecznej. Restytuowane w 1984 Muzeum doczekało się własnego gmachu wzniesionego na cele muzealne dopiero w 2015.

## Historia

### Budowa
Po powołaniu w 1924 Towarzystwa Muzeum Ziemi Śląskiej, zajmującego się gromadzeniem pamiątek kultury śląskiej, 23 stycznia 1929 formalnie powołano Muzeum Śląskie w Katowicach. Jego zbiory eksponowano począwszy od maja 1929 w salach na piątym piętrze gmachu Śląskiego Urzędu Wojewódzkiego i Sejmu Śląskiego w Katowicach. Pomieszczenia te jednak szybko okazały się niewystarczające i dlatego władze województwa śląskiego rozpisały konkurs na projekt odrębnego gmachu muzealnego. Ze względu na to, że nie przyniósł on spodziewanego efektu wojewoda Michał Grażyński zlecił zadanie przygotowania projektu pracownikowi Urzędu Wojewódzkiego Karolowi Schayerowi. Budynek miał pełnić funkcje nie tylko obiektu muzealnego, ale również pomnika kultury polskiej na Śląsku. W obiekcie przewidziano sale ekspozycyjne, pracownie, biura, magazyny, mieszkania oraz sale reprezentacyjne.

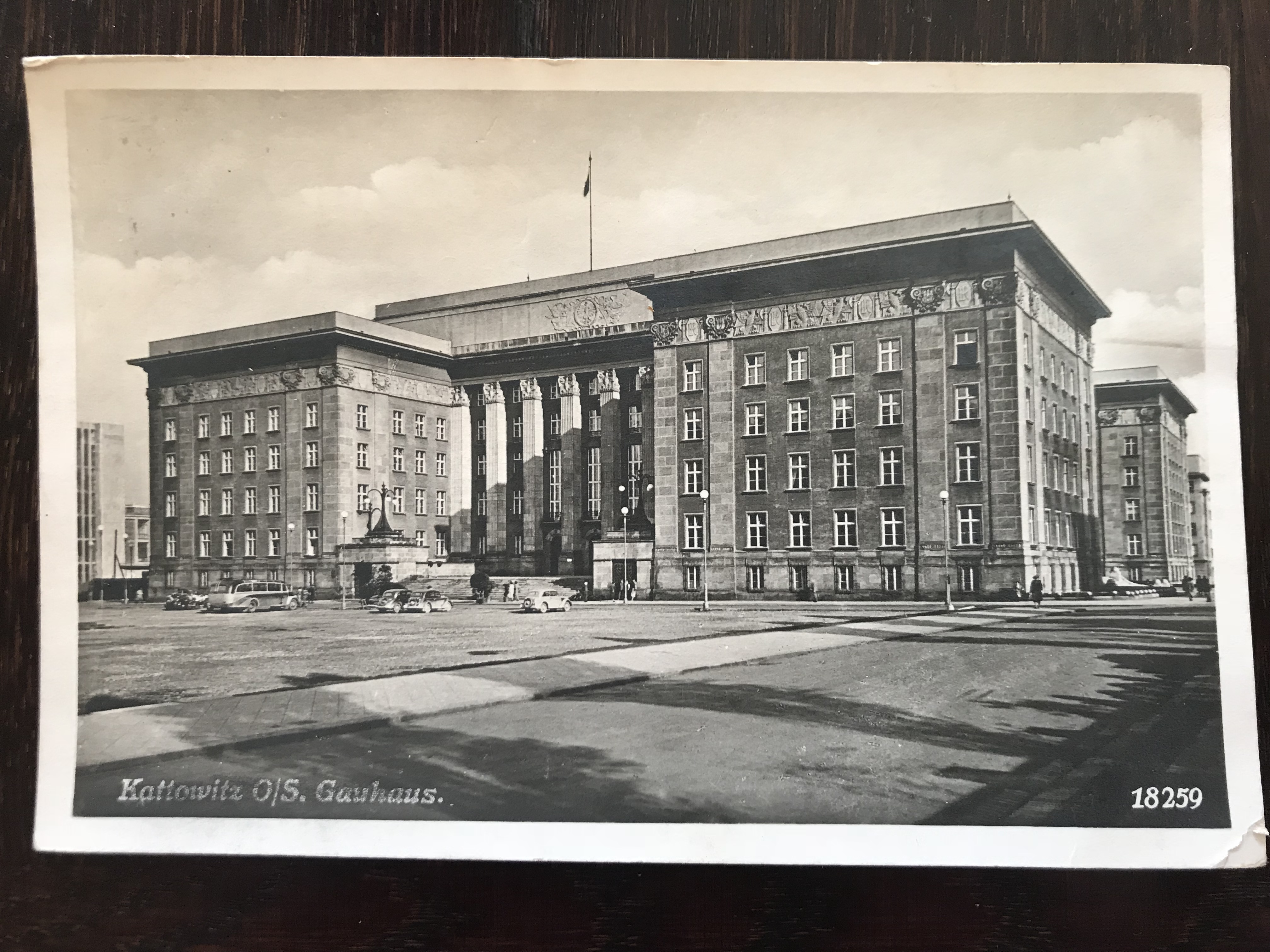
Widok gmachu Sejmu Śląskiego i Urzędu Wojewódzkiego w Katowicach - w tle budynek Muzeum Śląskiego

Schayer opracował projekt gmachu w 1935, a budowa została rozpoczęta wiosną 1936. Istotną rolę w procesie budowy odegrał dyrektor Muzeum Tadeusz Dobrowolski. W sierpniu 1939 w budynku trwały ostatnie prace wykończeniowe. Jego otwarcie dla zwiedzających zaplanowano na wiosnę 1940, co uniemożliwił wybuch II wojny światowej.
Nakłady na budowę były bardzo wysokie. Do roku 1939 koszty wynosiły w ówczesnej walucie ponad 5 milionów złotych (ok. milion dolarów USA). Koszt całkowity miał przekraczać 6 milionów.

### Zniszczenie
Okupant niemiecki początkowo wykorzystywał pomieszczenia budynku jako magazyny, w marcu 1940 podjął decyzję o całkowitym zniszczeniu gmachu, który jawił mu się – zgodnie z frazą użytą na łamach „Kattowitzer Zeitung” – jako pomnik „pychy polsko-żydowskiej”.
Zamysł zburzenia budynku popierał wyznaczony przez władze okupacyjne komisarz Muzeum Franz Pfützenreiter (1888–1968), dyrektor niemieckiego Muzeum Krajowego (Landesmuseum) w Bytomiu. Posunięcie to nie miało odpowiednika w żadnym innym okupowanym przez Niemców kraju Europy. Rozbiórkę wykonali w latach 1941–1944 więźniowie obozu koncentracyjnego Auschwitz-Birkenau.

## Architektura

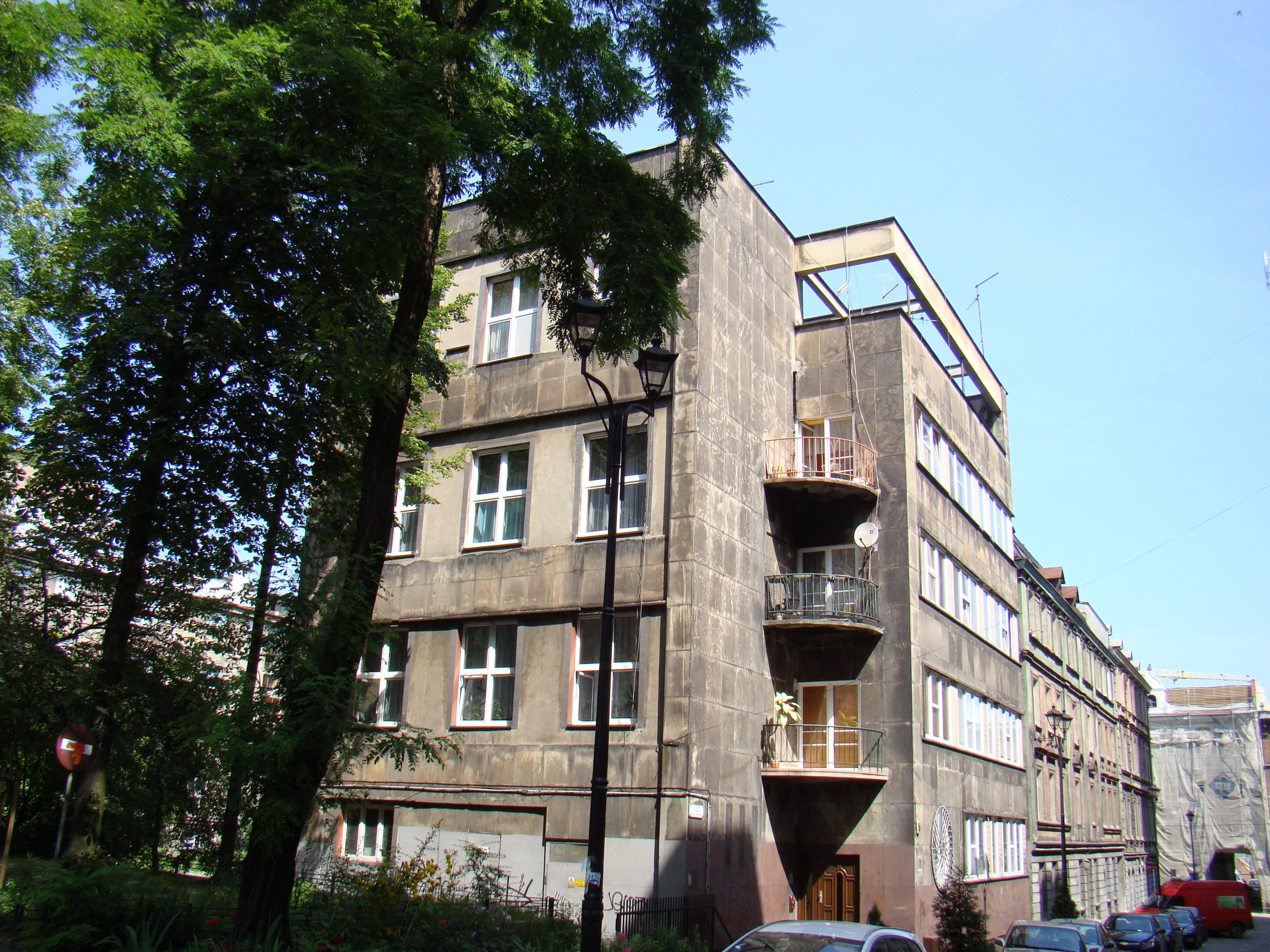
Budynek będący pozostałością skrzydła mieszkalnego Muzeum Śląskiego przy ul. St. Kobylińskiego 5 w Katowicach

Obiekt wzniesiony został w stylu funkcjonalistycznym. Wzorowany był na równolegle budowanym Muzeum Miejskim w Hadze. Plany budynku są przechowywane w archiwum Urzędu Miasta Katowice.
Była to budowla siedmiokondygnacyjna o łącznej powierzchni użytkowej około 90 tys. m². Sale ekspozycyjne miały powierzchnię około 600 m² na każdym piętrze. Gmach wzniesiono na planie zbliżonym do litery H. Od ulicy Jagiellońskiej wznosiła się – vis-a-vis gmachu Śląskiego Urzędu Wojewódzkiego – główna elewacja gmachu. Jej część środkową stanowiła wysoka wieża, wsparta z dwóch stron przez niższe, czterokondygnacyjne, przeszklone skrzydła z pomieszczeniami przeznaczonymi na biura i pracownie. Wieża stanowiła korpus główny budynku a zarazem największą pod względem kubatury jego część o długości 83 metrów i wysokości ok. 30 metrów. Ten element „ustawiony był prostopadle do ulicy Jagiellońskiej i biegł w linii północ-południe w głąb działki”. Znajdowały się w nim główne sale wystawiennicze. Pod korpusem głównym przebiegała równoległa do ul. Jagiellońskiej ulica otwarta dla ruchu kołowego. Od strony północnej wspierały go dwa skrzydła przeznaczone na zaplecze muzeum i mieszkania.
Obiekt miał być od strony ul. Jagiellońskiej ozdobiony dwiema płaskorzeźbami (jedna przedstawiała postać górnika, druga – postaci trzech Ślązaczek) oraz gigantycznym pomnikiem Bolesława Chrobrego, usadowionym na osi głównej budynku przed wejściem głównym. Elementy te zaprojektował i częściowo zrealizował Stanisław Szukalski.

## Wyposażenie
Na wyposażenie obiektu składały się najbardziej zaawansowane pod względem technologicznym urządzenia stosowane w muzealnictwie. Zainstalowano w nim system klimatyzacyjny wytwarzający w budynku ciśnienie większe od atmosferycznego, co miało na celu uchronienie zbiorów przed przedostawaniem się pyłu i kurzu z otoczenia zewnętrznego. Obiekt wyposażono w centralne ogrzewanie (model „cristall”), wykorzystujące system radiatorów wbudowanych w sufity i zapewniających równomierne ogrzewanie pomieszczeń. Windy osobowe i towarowe otwierały się automatycznie na sygnał fotokomórki, a wjazd dla zwiedzających na poszczególne kondygnacje zapewniały schody ruchome. Te rozwiązania technologiczne kwalifikowały obiekt do rzędu najnowocześniejszych obiektów publicznych w Europie.

## Ocena
Na witrynie internetowej architektów „Bryła” w cyklu prezentacji pt. „Brylanty polskiej moderny” na temat zburzonego gmachu wydano następującą opinię:

Jak dziś ocenia się nieistniejące już Muzeum Śląskie? Jako łabędzi śpiew polskiej moderny, bo było to ostatnie wielkie dzieło tego okresu, który brutalnie przerwała II wojna światowa, a potem socrealizm. Dzieło Schayera było bezsprzecznym novum w polskiej architekturze. Architekt odrzucił uświęconą formułę muzeum jako świątyni sztuki, jako monumentalnego i pompatycznego gmachu. Zamiast tego postawił na funkcjonalizm i racjonalność nowoczesnych technologii. Jedynie elewacja frontowa odstaje od całego dzieła, widać tu największą ingerencję władz, którym zależało na «pomniku polskości». Dekoracja rzeźbiarska i symetryczność tej elewacji trochę odbiegają od awangardowych dokonań stylu międzynarodowego, ale można zrozumieć Schayera, że chciał w ten sposób nawiązać do klasycyzującego, modernistycznego gmachu Urzędu Wojewódzkiego. Za to pozostałe elewacje i cała bryła muzeum to już wyłącznie abstrakcyjna gra płaszczyzn, linii i brył. Muzeum bardziej przypominało fabrykę albo instytut z laboratoriami, jego wydłużona bryła nasuwa też skojarzenia z okrętem, który osiadł w centrum miasta.

## Pozostałości po budynku
Planowo przeprowadzone wyburzenie gmachu nie objęło znajdującego się z tyłu budynku skrzydła mieszkalnego, położonego przy ul. Kobylińskiego 5. Z pozostałej części gmachu zachowały się fundamenty oraz część przyziemia.
Na fundamentach budynku wzniesiono w latach 1950–1954 biurowiec związków zawodowych, według projektu Henryka Buszki, Aleksandra Franty i Jerzego Gottfrieda.

## Wirtualna rekonstrukcja gmachu
W 2006 polska architekt pracująca w Niemczech Agata Jonecko opracowała wirtualną rekonstrukcję gmachu. Animacja została pokazana jako fragment filmu pt. „Dwugłowy smok” (premiera: maj 2006), poświęconego architekturze Śląska okresu międzywojennego.

## Upamiętnienie

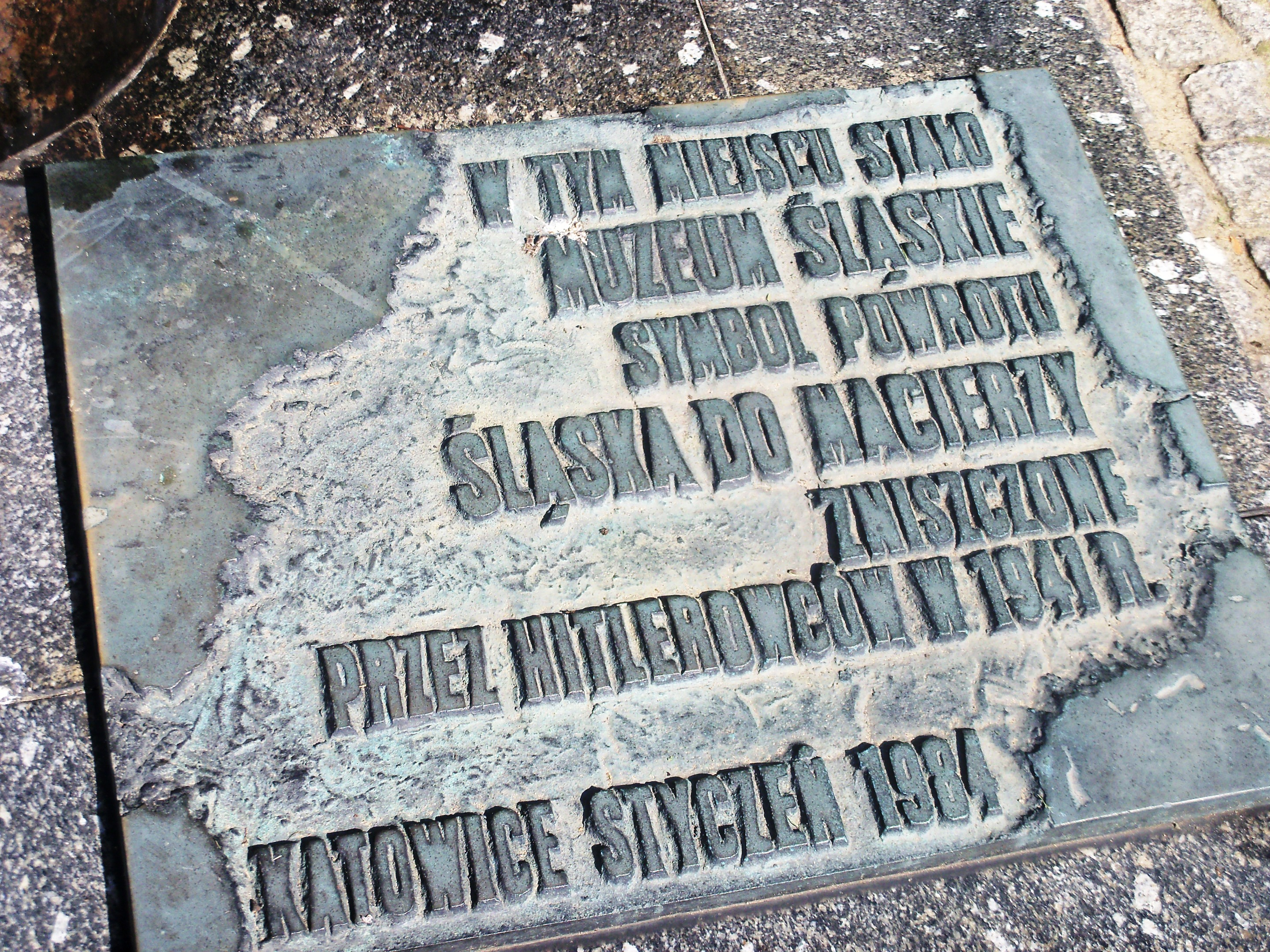
Tablica upamiętniająca gmach Muzeum Śląskiego w Katowicach na pl. Chrobrego

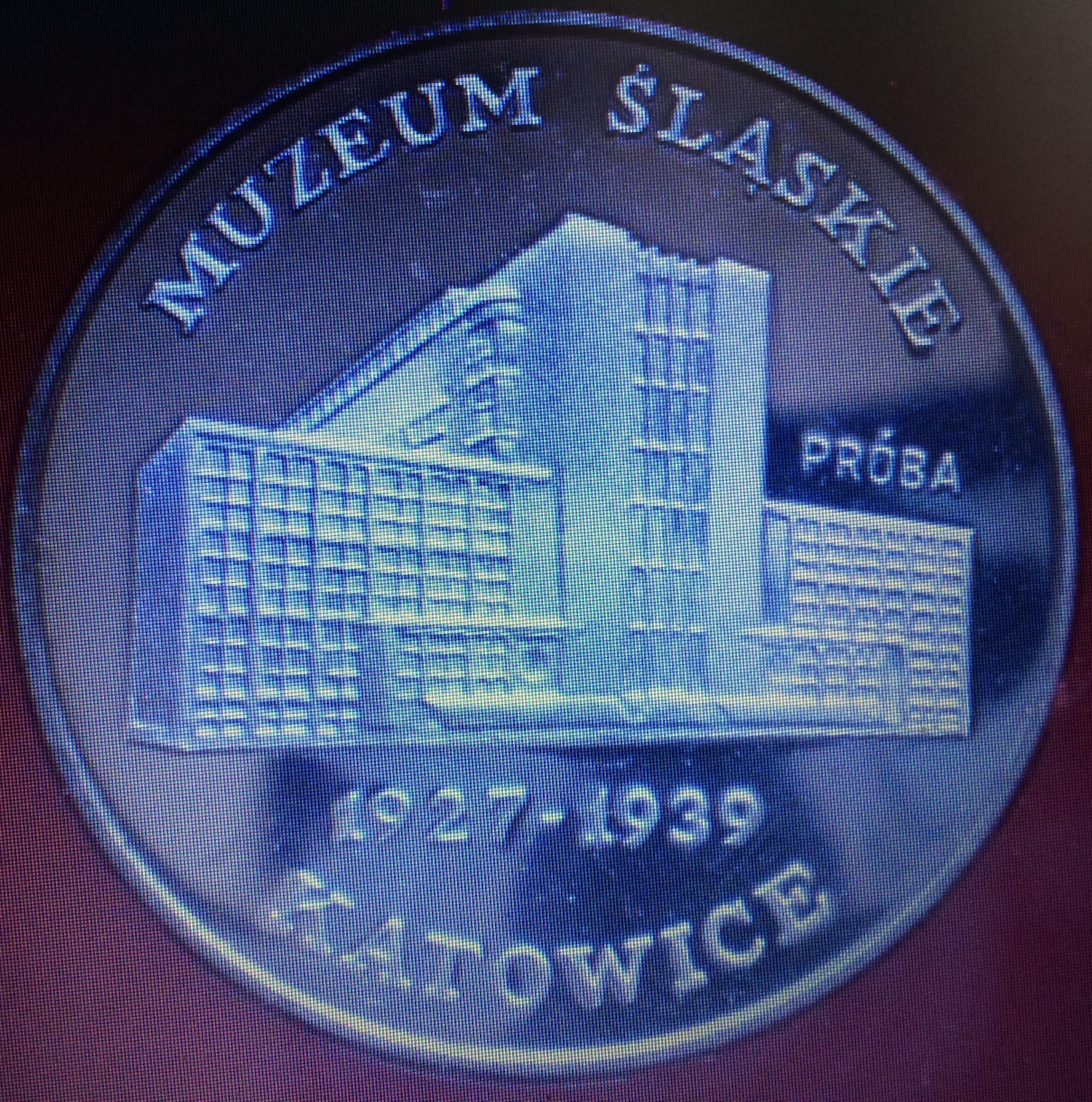
Moneta 1000-złotowa z 1987 upamiętniająca zburzony przez hitlerowców gmach Muzeum Śląskiego w Katowicach

Budowla została upamiętniona m.in. w następujący sposób:
- W miejscu, w którym był zlokalizowany zburzony gmach w 1984 położono pamiątkową tablicę z napisem: „W tym miejscu stało Muzeum Śląskie symbol powrotu Śląska do Macierzy zniszczone przez hitlerowców w 1941 r. Katowice styczeń 1984”
- W 1987 Narodowy Bank Polski wybił srebrną monetę próbną o nominale 1000 złotych upamiętniającą zburzony przez hitlerowców gmach Muzeum Śląskiego w Katowicach. Na jej rewersie znajduje się sylwetka gmachu (zob. fotografia). Moneta ma następujące parametry: masa 16,5 g, średnica 32 mm, stempel lustrzany, nakład 11 500 egzemplarzy[7].